# آیاگوز
آیاگوز (به قزاقی: Ayagoz) یک منطقهٔ مسکونی در قزاقستان است که در استان قزاقستان شرقی واقع شده‌است. آیاگوز ۱۶۱ کیلومتر مربع مساحت و ۳۷٬۵۳۷ نفر جمعیت دارد.